# Guillermo Mercado Romero
Guillermo Mercado Romero (La Paz, Baja California Sur; 10 de febrero de 1944) es un político mexicano que se desempeñó como gobernador de Baja California Sur de 1993 a 1999.

## Biografía
Abogado, fue profesor de la cátedra Sistema Jurídico del Estado Mexicano en la Facultad de Ciencias Políticas y Sociales de la UNAM.
Fue el Primer Presidente del Tribunal Superior de Justicia de Baja California Sur al pasar de Territorio a Estado Libre y Soberano.
En la administración estatal fue tesorero, secretario de Desarrollo Económico y secretario general de Gobierno.
Ha sido diputado federal y senador de la República, en esta última Cámara fue presidente de la Comisión de Justicia.
Únicamente ha sido militante del Partido Revolucionario Institucional donde desempeñó importantes cargos a nivel de la dirigencia nacional.

### Gobernador de Baja California Sur
En su gestión iniciativas de reforma electoral aprobadas unánimemente por el Congreso del Estado que garantizaron transparencia en las elecciones y gracias a lo cual llegó la oposición al poder estatal con el PRD.
Durante su periodo gubernamental, se distinguió por enfrentar intereses poderosos que frenaban el desarrollo de la entidad como la aerolínea Aerocalifornia, que con sus altas tarifas tenía incomunicada a la población de La Paz además de las injusticias que cometía con sus trabajadores. Su poderoso propietario Raúl Aréchiga es además dueño de medios de comunicación (Promomedios California) desde donde atacó a Guillermo Mercado y promovió a la gubernatura a Leonel Cota.
No se desarrollaron obras de infraestructura  durante su mandato.

## Controversias
Al concluir su gobierno se le acusó del desvío de cientos de millones de pesos por lo que este fue detenido convirtiéndose en el primer gobernador de la historia en ser acusado de peculado. En abril de 2007 la Suprema Corte de Justicia de la Nación lo declaró absuelto.